# Giuseppe Petrocchi
Giuseppe Petrocchi (* 19. srpna 1948 Ascoli Piceno, Itálie) je italský římskokatolický kněz, od roku 2013 biskup arcidiecéze aquilské.
Dne 20. května 2018 papež František oznámil, že jej na konzistoři 29. června 2018 jmenuje kardinálem.